# Trestreckat gulvingsfly
Trestreckat gulvingsfly, Tiliacea citrago är en fjärilsart som beskrevs av Carl von Linné 1758. Trestreckat gulvingsfly ingår i släktet Tiliacea och familjen nattflyn, Noctuidae. Arten är reproducerande och har livskraftiga (LC) populationer i både Sverige och i Finland. Inga underarter finns listade i Catalogue of Life.